# Calliandra caeciliae
Calliandra caeciliae är en ärtväxtart som beskrevs av Hermann August Theodor Harms. Calliandra caeciliae ingår i släktet Calliandra och familjen ärtväxter. Inga underarter finns listade i Catalogue of Life.